# Prälatur (Český Krumlov)

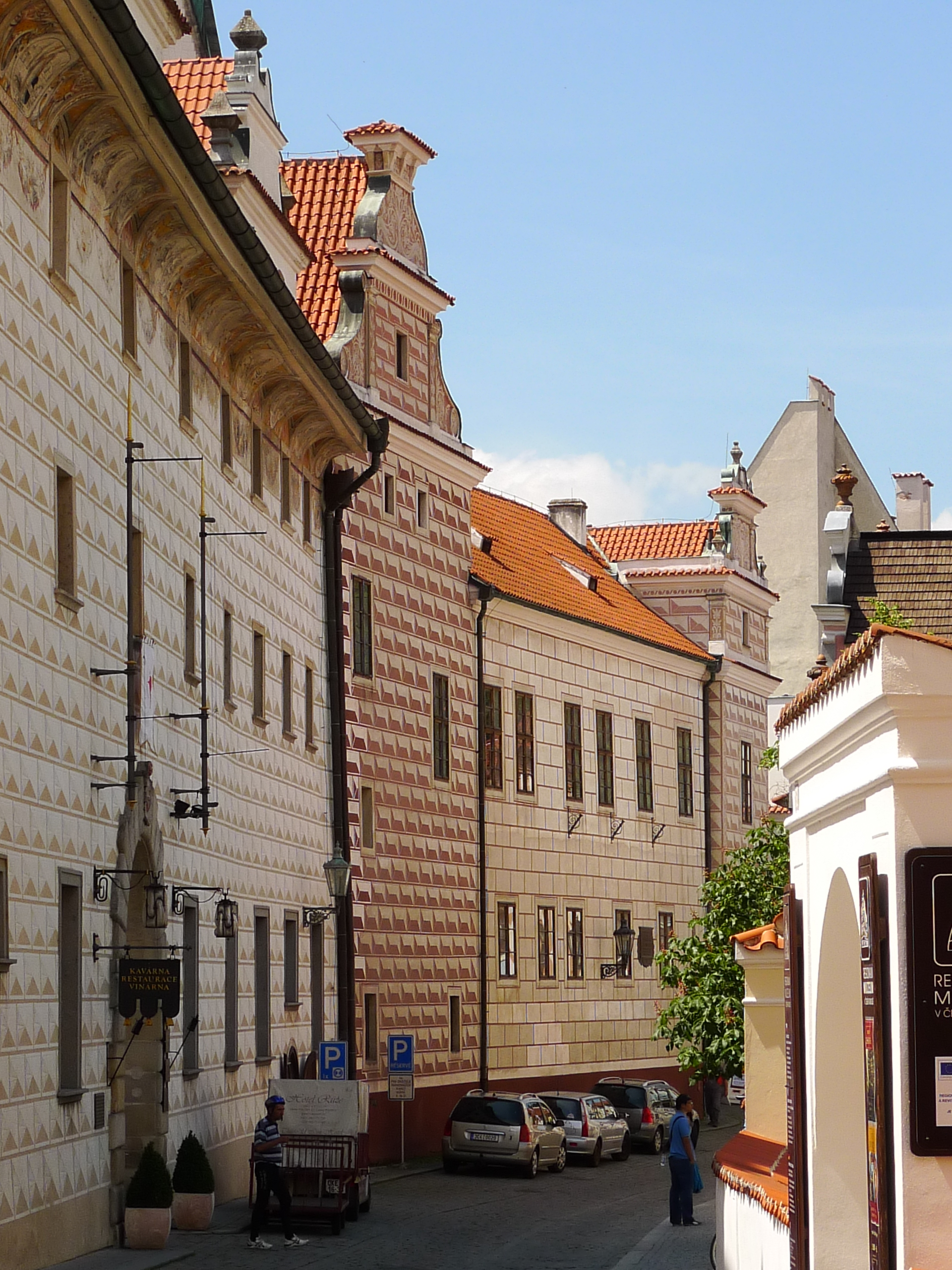
Prälatur in Krumau

Die Prälatur in Český Krumlov (deutsch Krumau, auch Böhmisch Krumau, Krumau an der Moldau oder Krummau), einer Stadt in der Region Jihočeský kraj (Südböhmen) in Tschechien, war der Sitz der Pfarrer, Erzdekane und ab 1655 der Prälaten von Krumau. Das Gebäude steht seit 3. Mai 1958 unter Denkmalschutz. Die Prälatur beherbergt seit 1991 die Stadtbibliothek, weiters sind Büros und Wohnungen darin untergebracht. Im Innenhof werden ganzjährig Handwerksmärkte abgehalten.

## Geschichte
Nach einer Urkunde aus dem Jahre 1406 kaufte Pfarrer Hostislav von Bílsko zwei mittelalterliche Stadthäuser zur Errichtung oder Erweiterung eines bereits bestehenden Pfarrhauses.

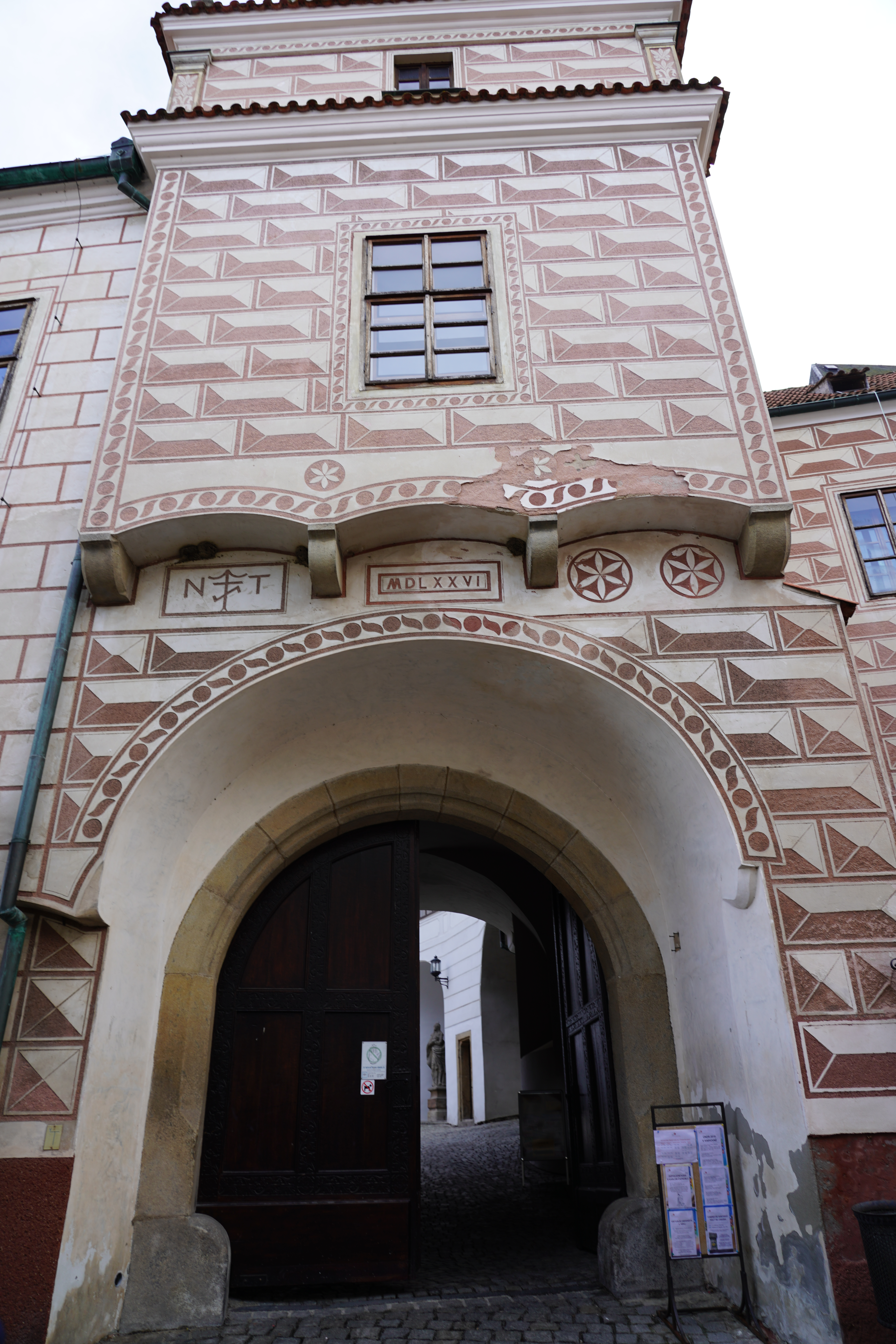
Portal mit der Jahreszahl MDLXXVI

Um 1576 wurde das Gebäude im Renaissance-Stil erneuert, woran die Jahreszahl MDLXXVI über dem Portal erinnert.
In den felsigen Moldau-Abhang hinter der Prälatur wurde 1601 ein gedeckter einstöckiger Gang in der Breite von „vier Männern“ geschlagen, der vom benachbarten Jesuitenkolleg direkt in die Kirche St. Veit führte.
Im Jahre 1611 verwüsteten Protestanten die Prälatur. Frühbarocke Umbauten und Erweiterungen erfolgten nach den Bränden in den Jahren 1624 und 1652.
Zur Prälatur gehörte seit 1596 auch eine Brauerei, in der am 2. März 1768 ein verheerender Brand ausbrach, welcher die gesamte Prälatur sowie einen Teil des benachbarten Jesuitenkollegs beschädigte. Nach diesem Brand erfolgte die Gestaltung der Treppen und Arkaden im Rokoko-Stil. Außerdem malte František Jakub Prokyš den Rokokosaal im ersten Stockwerk prachtvoll aus.
1897–1902 erfolgten die historisierenden Umbauten zum heutigen Aussehen des Gebäudes.

## Baubeschreibung
Der vierflügelige, zwei- bis viergeschossige Bau besitzt einen leicht trapezförmigen Innenhof. Die nördliche Neurenaissance-Fassade zur Horní (Obere Gasse) ist in drei Teile gegliedert und mit Brieflein-Sgraffito bedeckt. Die beiden Seitenteile sind seit etwa 1900 von Giebeln gekrönt.

## Nutzung
Mit dem Aufstieg der Rosenberger entwickelte sich die Pfarre Krumau 1443 zum Erzdekanat und 1655 schließlich zur Prälatur. Die Prälaten waren nicht nur bedeutsame kirchliche Würdenträger, sondern bis 1848 auch Verwalter des ihnen gehörenden großen Wirtschaftsgutes.
1991 wurde die Stadtbibliothek von der Panské ulice (Herrengasse) in die Prälatur verlegt.